# Miopsalis dillyi
Espèce
Miopsalis dillyi est une espèce d'opilions cyphophthalmes de la famille des Stylocellidae.

## Distribution
Cette espèce est endémique de Mindanao aux Philippines. Elle se rencontre vers Impasug-ong et Lantapan.

## Description
Le mâle holotype mesure 3,64 mm et la femelle paratype 3,59 mm, les mâles mesurent de 3,48 à 3,79 mm et les femelles de 3,59 à 3,85 mm.

## Étymologie
Cette espèce est nommée en l'honneur de Geoffrey Fowler Dilly.

## Publication originale
- Schmidt, Clouse & Sharma, 2020 : « A new Miopsalis from Mindanao supports a biogeographic umbilicus between Borneo and the southern Philippines (Arachnida: Opiliones: Cyphophthalmi: Stylocellidae). » Zootaxa, no 4779(3), p. 379–390.